# Bandinelli
Bandinelli – polski herb szlachecki pochodzenia włoskiego.

## Opis herbu
Tarcza złota. Klejnot: nad hełmem w koronie trzy pióra strusie.

## Historia herbu
Zatwierdzony indygenatem w 1726 dla Michała i Aleksandra Franciszka Bandinellich.